# Happy Sad
Happy Sad – trzeci album studyjny amerykańskiego muzyka i wokalisty Tima Buckleya, wydany nakładem Elektra Records w 1969 roku.

## Lista utworów
Opracowano na podstawie materiału źródłowego.
LP:
Strona A
| 1. | "Strange Feelin’" (Tim Buckley)                                           | 7:49  |
|    |                                                                           |       |
| 2. | "Buzzin’ Fly" (Buckley)                                                   | 6:00  |
|    |                                                                           |       |
| 3. | "Love from Room 109 at the Islander (On Pacific Coast Highway)" (Buckley) | 10:47 |
|    |                                                                           |       |
|    |                                                                           | 24:36 |
|    |                                                                           |       |
Strona B
| 4. | "Dream Letter" (Buckley)        | 5:10  |
|    |                                 |       |
| 5. | "Gypsy Woman" (Buckley)         | 12:19 |
|    |                                 |       |
| 6. | "Sing a Song for You" (Buckley) | 2:36  |
|    |                                 |       |
|    |                                 | 20:05 |
|    |                                 |       |

## Twórcy
Opracowano na podstawie materiału źródłowego.
Muzycy:
- Tim Buckley – gitara, śpiew
- Carter C.C. Collins – kongi
- David Friedman – wibrafon, marimba
- John Miller – akustyczna gitara basowa
- Lee Underwood – gitara prowadząca

Produkcja:
- Jerry Yester, Zal Yanovsky - produkcja muzyczna
- Jac Holzman – produkcja wykonawcza
- Bruce Botnick - miksowanie